# 三雲肇
三雲 肇（みくも はじめ、1983年9月16日 - ）は、韓国釜山出身のミュージカル俳優である。元劇団四季所属。本名はチョ・サンウン。

## 略歴
釜山の大学で演劇を学んだ後、韓国で多数のミュージカルに出演した。2007年、ソウルで開かれた劇団四季のオーディションに合格。『ライオンキング』ソウル公演のアンサンブルで初舞台を踏む。その後、シンバ役に抜擢され、日本公演にも出演した。2009年5月2日に開幕した新作ミュージカル『春のめざめ』にモリッツ役のオリジナルキャストとして出演した。
退団後は、韓国版レ・ミゼラブルのマリウス・ポンメルシーのオリジナルキャストに選出された。

## 出演作品

### 劇団四季時代
- ライオンキング（シンバ・アンサンブル）
- 春のめざめ（モリッツ）
- コーラスライン（マーク）
- キャッツ（スキンブルシャンクス）

### 退団後
- レ・ミゼラブル（マリウス）
- ミス・サイゴン（2015-2016: トゥイ、2022: クリス）